# Kanton Saint-Anthème
Der Kanton Saint-Anthème war bis 2015 ein Wahlkreis im Arrondissement Ambert im Département Puy-de-Dôme in der Region Auvergne-Rhône-Alpes in Frankreich. Vertreter im Generalrat des Départements war zuletzt von 2008 bis 2015 Alain Faure.

## Geschichte
Siehe auch: Geschichte des Départements Puy-de-Dôme und Geschichte Arrondissement Ambert

## Gemeinden
Der Kanton bestand aus fünf Gemeinden:
| Gemeinde                  | Einwohner Jahr | Fläche km² | Bevölkerungsdichte | Code INSEE | Postleitzahl |
| ------------------------- | -------------- | ---------- | ------------------ | ---------- | ------------ |
| La Chaulme                | 124 (2013)     | –          | – Einw./km²        | 63104      | 63660        |
| Grandrif                  | 175 (2013)     | –          | – Einw./km²        | 63173      | 63600        |
| Saint-Anthème             | 719 (2013)     | –          | – Einw./km²        | 63319      | 63660        |
| Saint-Clément-de-Valorgue | 226 (2013)     | –          | – Einw./km²        | 63331      | 63660        |
| Saint-Romain              | 226 (2013)     | –          | – Einw./km²        | 63394      | 63660        |